# Zonsverduisteringen van 1921 t/m 1930
De periode 1921 t/m 1930 bevat 23 zonsverduisteringen. Deze zijn onderverdeeld in de volgende typen:
- 9 totale
- 7 ringvormige
- 1 hybride
- 6 gedeeltelijke

## Overzicht
Onderstaand overzicht bevat alle details van deze zonsverduisteringen.
| Datum        | UTC op Max | Type         | Stijl                         | Saros nr | Magni- tude | Lengte op Max | Regio's in het gehele eclipsgebied                                                                        | Regio's met het eclipspad                                                         |
| ------------ | ---------- | ------------ | ----------------------------- | -------- | ----------- | ------------- | --- | --------------------------------------------------------------------------------- |
| 8 apr. 1921  | 09:15:01   | ringvormig   | centraal                      | 118      | 0.975       | 01m50s        | noordelijk Afrika, Azië, noordelijk Canada, Groenland                                                     | Verenigd Koninkrijk, Noorwegen, Rusland                                           |
| 1 okt. 1921  | 12:35:58   | totaal       | centraal                      | 123      | 1.029       | 01m52s        | zuidpoolgebied, zuidelijk Zuid-Amerika                                                                    | zuidpoolgebied                                                                    |
| 28 mrt. 1922 | 13:05:26   | ringvormig   | centraal                      | 128      | 0.938       | 07m50s        | oostelijk Zuid-Amerika, Caribisch gebied, noordelijk Afrika, Europa, westelijk Azië                       | Peru, Brazilië, Senegal, Mali, Mauritanië, Algerije, Libië, Egypte, Saoedi-Arabië |
| 21 sep. 1922 | 04:40:32   | totaal       | centraal                      | 133      | 1.068       | 05m59s        | oostelijk Afrika, zuidelijk Azië, Indië, Australië                                                        | Ethiopië, Somalië, Indische Oceaan, Australië                                     |
| 17 mrt. 1923 | 12:44:58   | ringvormig   | centraal                      | 138      | 0.931       | 07m51s        | zuidelijk Zuid-Amerika, zuidelijk Afrika, zuidpoolgebied                                                  | Chili, Argentinië, Namibië, Botswana, Zimbabwe, Mozambique, Madagaskar            |
| 10 sep. 1923 | 20:47:30   | totaal       | centraal                      | 143      | 1.043       | 03m37s        | Noord-Amerika, Midden-Amerika, Caribisch gebied, noordoostelijk Zuid-Amerika, oostelijk Azië              | Verenigde Staten, Mexico, Belize                                                  |
| 5 mrt. 1924  | 15:44:21   | gedeeltelijk |                               | 148      | 0.582       | -             | zuidpoolgebied, Zuid-Afrika, Namibië, Botswana                                                            |                                                                                   |
| 31 juli 1924 | 19:58:21   | gedeeltelijk |                               | 115      | 0.192       | -             | zuidelijke Grote Oceaan                                                                                   |                                                                                   |
| 30 aug. 1924 | 08:23:01   | gedeeltelijk |                               | 153      | 0.424       | -             | noordoostelijk Azië, Groenland, noordelijk Canada                                                         |                                                                                   |
| 24 jan. 1925 | 14:54:03   | totaal       | centraal                      | 120      | 1.030       | 02m32s        | oostelijk Noord-Amerika, Midden-Amerika, noordelijk Zuid-Amerika, noordwestelijk Afrika, westelijk Europa | Verenigde Staten, noordelijke Atlantische Oceaan                                  |
| 20 juli 1925 | 21:48:42   | ringvormig   | centraal                      | 125      | 0.944       | 07m15s        | Australië, Nieuw-Zeeland, Nieuw Guinea                                                                    | zuidelijke Grote Oceaan                                                           |
| 14 jan. 1926 | 06:36:58   | totaal       | centraal                      | 130      | 1.043       | 04m11s        | oostelijk Afrika, zuidelijk Azië, Indië, noordelijk Australië                                             | C.A.R., Zaïre, Oeganda, Kenia, Indonesië, Malaysia, Filipijnen                    |
| 9 juli 1926  | 23:06:02   | ringvormig   | centraal                      | 135      | 0.968       | 03m51s        | oostelijk Azië, noordoostelijk Australië, westelijk Noord-Amerika                                         | centrale Grote Oceaan                                                             |
| 3 jan. 1927  | 20:22:54   | ringvormig   | centraal                      | 140      | 0.999       | 00m03s        | zuidpoolgebied, Nieuw-Zeeland, zuidwestelijk Zuid-Amerika                                                 | Nieuw-Zeeland, Chili, Argentinië, Uruguay, Brazilië                               |
| 29 juni 1927 | 06:23:27   | totaal       | centraal                      | 145      | 1.013       | 00m50s        | noordelijk Azië, Europa, noordelijk Afrika, noordelijk Noord-Amerika                                      | Verenigd Koninkrijk, Noorwegen, Zweden, Finland, Rusland                          |
| 24 dec. 1927 | 03:59:42   | gedeeltelijk |                               | 150      | 0.549       | -             | zuidpoolgebied                                                                                            |                                                                                   |
| 19 mei 1928  | 13:24:20   | totaal       | niet Centraal geen zuiddgrens | 117      | 1.014       | -             | zuidpoolgebied, zuidelijk Zuid-Amerika, zuidelijk Afrika                                                  | zuidelijke Atlantische Oceaan                                                     |
| 17 juni 1928 | 20:27:28   | gedeeltelijk | eerste eclips Sarosserie      | 155      | 0.038       | -             | Rusland                                                                                                   |                                                                                   |
| 12 nov. 1928 | 09:48:25   | gedeeltelijk |                               | 122      | 0.808       | -             | noordoostelijk Afrika, oostelijk Europa, Midden-Oosten, westelijk Azië                                    |                                                                                   |
| 9 mei 1929   | 06:10:35   | totaal       | centraal                      | 127      | 1.056       | 05m07s        | oostelijk Afrika, zuidoostelijk Azië, Indië, Australië                                                    | Indonesië, Malaysia, Thailand, Vietnam, Filipijnen                                |
| 1 nov. 1929  | 12:05:10   | ringvormig   | centraal                      | 132      | 0.965       | 03m54s        | Afrika, Europa, Midden-Oosten                                                                             | westelijke Sahara, Mauritanië, Mali, Ghana, Togo, Gabon, Congo, Zaïre, Tanzania   |
| 28 apr. 1930 | 19:03:34   | hybride      | centraal                      | 137      | 1.000       | 00m01s        | Noord-Amerika, noordoostelijk Azië                                                                        | Verenigde Staten, Canada                                                          |
| 21 okt. 1930 | 21:43:54   | totaal       | centraal                      | 142      | 1.023       | 01m55s        | Australië, Nieuw Guinea, Nieuw-Zeeland                                                                    | zuidelijke Grote Oceaan                                                           |

### Legenda
| Kolomhoofd                         | Uitleg                                                                                                |
| ---------------------------------- | --- |
| Datum                              | Datum op het moment van het maximum van de eclips                                                     |
| UTC op Max                         | Tijd in UTC op het moment van het maximum van de eclips                                               |
| Type                               | Type van de eclips                                                                                    |
| Stijl                              | Binnen een type zijn verschillende stijlen mogelijk                                                   |
| Sarosnr                            | Het nr van de sarosreeks waartoe de eclips behoord                                                    |
| Magnitude                          | Percentage van verduistering van de middellijn van de zon op het moment van het maximum van de eclips |
| Lengte op Max                      | Tijdsduur van de eclips op de plek met het maximum                                                    |
| Regio's in het gehele eclipsgebied | Gebieden waar de eclips of een gedeelte ervan te zien is                                              |
| Landen met het eclipspad           | Landen waar de eclips totaal of ringvormig te zien is                                                 |